# Milan Stojadinović
Milan Marko Stojadinović (srbsko Милан Марко Стојадиновић), srbski politik, gospodarstvenik in profesor na beograjski univerzi, * 4. avgust 1888, Čačak, Kraljevina Srbija, † 24. oktober 1961, Buenos Aires, Argentina.

## Življenje
Po končani Pravni fakulteti v Beogradu je leta 1910 šel na študijsko izpopolnjevanje v München in v Berlin, bil leta 1911 v Beogradu promoviran v doktorja ekonomsko-finančnih znanosti, nakar je 1912 nadaljeval študijsko izpopolnjevanje v Parizu, 1913 pa v Londonu. Od 1914 do 1919 je delal kot uradnik na finančnem ministrstvu. Leta 1919 je postal vicedirektor Angleške trgovinske banke v Beogradu, 1920 pa je bil izbran za podpredsednika beograjske borze. Ukvarjal se je tudi s finančnim novinarstvom in na beograjski Pravni fakulteti poučeval finančno vedo.
Leta 1920 je bil na občinskih volitvah v Beogradu na listi Narodne radikalne stranke izvoljen v občinski odbor. V letih 1922-1926 je bil finančni minister v Pašićevih vladah in 1934/1935 v Jevtićevi. Kot član Narodne radikalne stranke je bil večkrat izvoljen za narodnega poslanca, prvič leta 1923. Z nastopom kraljeve diktature je bil kot član glavnega odbora radikalov v opoziciji. V tem času je deloval v raznih gospodarskih podjetjih in si znatno povečal osebno premoženje. Začel se je udejstvovati tudi v organizacijah s humanitarnimi cilji; tako je npr. 1931 pristopil k Rotary clubu, v njem 1933 postal guverner za Jugoslavijo, 1934 pa član njegovega Evropskega ekonomskega posvetovalnega odbora. 23. junija 1935 je prejel mandat za sestavo vlade, v kateri je ob položaju predsednika vlade zasedal tudi položaj zunanjega ministra. S Korošcem in Spahom je organiziral Jugoslovansko radikalno zajednico in postal njen vodja. Sestavitev Stojadinovićeve vlade in ustanovitev Jugoslovanske radikalne zajednice sta dva neposredno povezana zgodovinska dogodka. Kot predsednik vlade je med drugim ustanovil JUGORAS, zapustil Balkansko zvezo (1937), z Bolgarijo sklenil pakt 'večnega prijateljstva', z Italijo nekatere ekonomske in politične sporazume in v jugoslovanskem gospodarstvu znatno okrepil vlogo nemškega kapitala. 4. februarja 1939 je bil odstavljen. Sredi julija 1939 so ga izključili tudi iz stranke, kjer se je vživljal v vlogo jugoslovanskega Mussolinija.  Bil je v aktivni opoziciji proti Cvetkovićevi in Cvetković-Mačkovi vladi. V začetku 1940 je oblikoval Srbsko radikalno stranko.
Aprila 1940 je bil aretiran in konfiniran. Marca 1941 je bil predan Britancem v Grčiji, ki so ga internirali na otoku Mauritiusu. Tam je bil do leta 1948. Nato je odšel v Buenos Aires, kjer je napisal spomine z naslovom Ni rat ni pakt.